# Butterfly Boucher

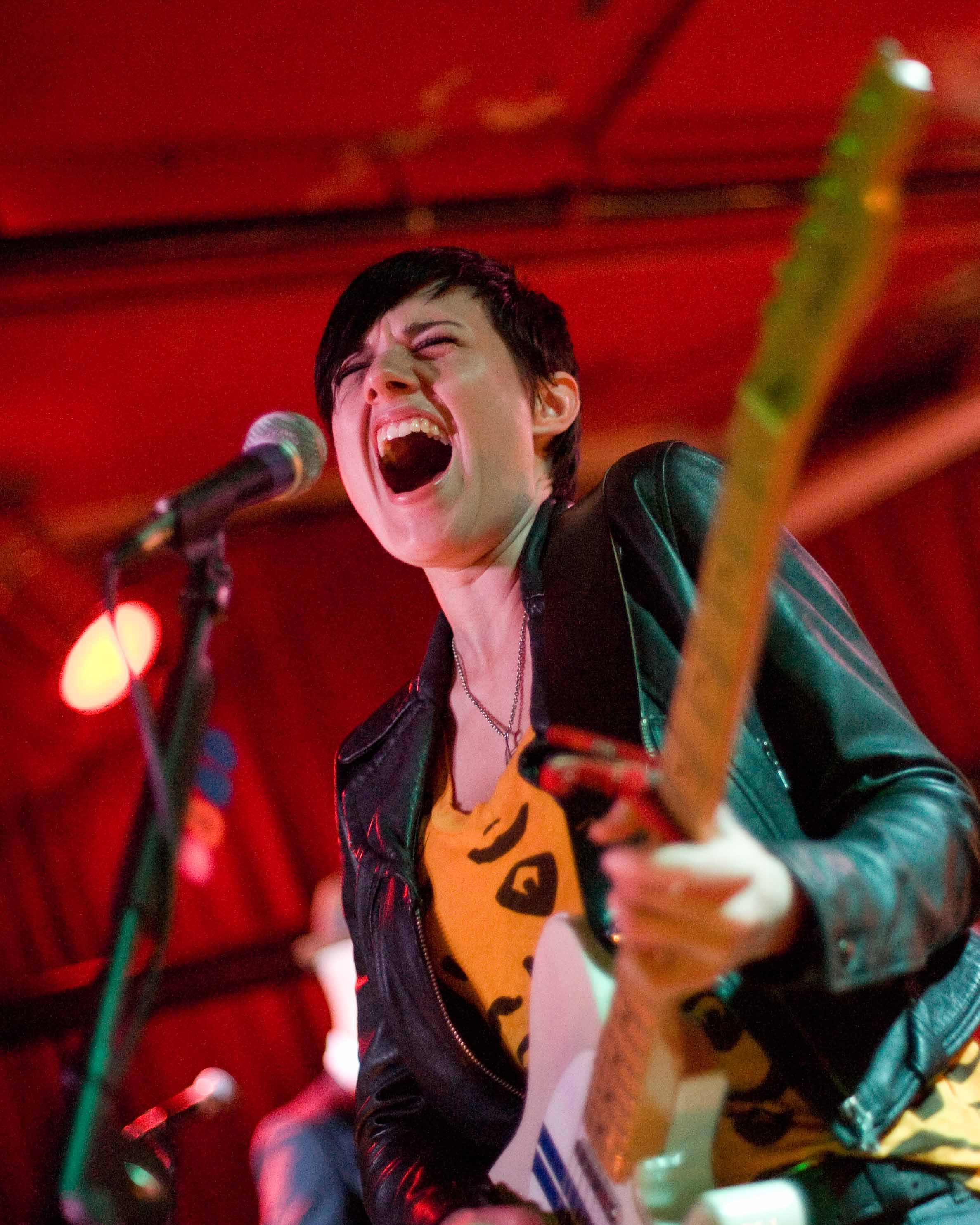
Butterfly Boucher

Butterfly Giselle Grace Boucher, gesprochen 'bau-sher', (* 2. Juni 1979 in Adelaide) ist eine australische Sängerin und Songschreiberin.

## Biografie
Butterfly Boucher wurde am 2. Juni 1979 in Adelaide als vierte von insgesamt sieben Schwestern geboren.
Der Name „Butterfly“ (deutsch: Schmetterling) war der Vorschlag eines Freundes der Familie. Ihre Eltern sind die Balletttänzerin Vivienne „Vivi“ und der Sänger Rodney Malcolm Michael „Rod“ Boucher.
Erste Erfahrungen als Musikerin sammelte sie als 15-Jährige in der Band „Eat the Menu“ (später in „The Mercy Bells“ umbenannt). Ihre Schwester Becca sang und Butterfly spielte in der 1992 gegründeten Band Bass.
Im Juni 1996 veröffentlichte Eat the Menu das Album Whoosh; das Album wurde ein Jahr später unter dem neuen Bandnamen The Mercy Bells neuveröffentlicht. 1998 siedelte „The Mercy Bells“ für sechs Monate nach Nashville und Los Angeles über und firmierte sich anschließend im Vereinigten Königreich. Die Band unterzeichnete einen Plattenvertrag bei Polydor, allerdings war Boucher mit der Zusammenarbeit unzufrieden: „I don't think they did any promotion for that first record. There weren't even posters. It was like suddenly we were signed, but it didn't change anything.“
Pläne für ein zweites Album wurden nach Unstimmigkeiten mit der Plattenfirma ad acta gelegt. Während das Projekt „The Mercy Bells“ pausierte, arbeitete sie zunächst als Solokünstlerin in Stockton. Im Jahr 2000 kehrte sie nach Nashville zurück.
Im Oktober 2003 veröffentlichte sie ihr erstes Soloalbum Flutterby bei Universal und A&M Records. Das Album erreichte die Top 40 der Billboard Top Heatseekers-Charts. Als Singles wurden I Can't Make Me und Another White Dash veröffentlicht. 2004 tourte Boucher als Vorband für Barenaked Ladies und Sarah McLachlan durch die USA und Europa. Im selben Jahr erschien der Song Changes als Neuaufnahme im Duett mit dem Originalinterpreten David Bowie auf dem Soundtrack zu Shrek 2 – Der tollkühne Held kehrt zurück.
2005 begann sie an ihrem zweiten Album Scary Fragile zu arbeiten, dies wurde 2006 an A&M übergeben. Im Februar 2007 wurde der Song A Bitter Song des Albums in der Episode Verschwunden der Serie Grey’s Anatomy verwendet. Nach diversen Verzögerungen aufgrund von Differenzen mit dem Produzenten, der Plattenfirma und rechtlichen Belangen wurde das Album schließlich im Juni 2009 unabhängig veröffentlicht. Boucher beschreibt ihr Problem mit der Plattenfirma wie folgt: „[t]hat’s what was so frustrating. I had been there before and I managed to do it again... I wasted those three years and lost my love of music in the process, trying to figure out what other people wanted.“
Boucher ist Teil des Musikerkollektivs „Ten Out of Tenn“, welches 2005 in Nashville gegründet wurde.
2008 waren mehrere Mitglieder der Familie Boucher am Film The Burial beteiligt. Butterfly und Schwester Becca schrieben zwei Songs, ihr Vater Rod spielte einen Priester, ihre Schwester Danielle war Co-Regisseur, ihre Mutter Vivi war für das Catering zuständig und die anderen Schwestern spielten kleinere Rollen und unterstützten die Produktion.
Als sie 2010 Sarah McLachlan auf ihrer Lilith-Fair-Tour begleitete, traf sie die australische Songwriterin Missy Higgins. 2011 co-produzierte Boucher Higgins' Album The Ol' Razzle Dazzle. Boucher und Higgins nahmen je eine eigene Version des Songs Unashamed Desire auf und veröffentlichten es auf ihren jeweiligen Alben.
2011 tourte Boucher erneut mit McLachlan. Im Jahr 2012 war sie Bandmitglied bei Missy Higgins' Australien-Tour und fungierte neben Katie Herzig (ebenfalls einem Mitglied der „Ten Out of Tenn“) bei Higgins' US-Tour auch als Vorband. Ebenfalls 2012 veröffentlichte sie das Album Butterfly Boucher.

## Diskografie

### Alben
- 2003: Flutterby
- 2009: Scary Fragile
- 2012: Butterfly Boucher

### Singles
- 2003: I Can't Make Me
- 2004: Another White Dash
- 2007: A Bitter Song
- 2009: Gun for a Tongue
- 2012: 5678!